# Kanton Poix-de-Picardie
Kanton Poix-de-Picardie (fr. Canton de Poix-de-Picardie) je francouzský kanton v departementu Somme v regionu Hauts-de-France. Skládá se z 79 obcí. Před reformou kantonů 2014 ho tvořilo 28 obcí.

## Obce kantonu
od roku 2015:
| - Andainville - Arguel - Aumâtre - Aumont - Avesnes-Chaussoy - Beaucamps-le-Jeune - Beaucamps-le-Vieux - Belloy-Saint-Léonard - Bergicourt - Bermesnil - Bettembos - Blangy-sous-Poix - Brocourt - Bussy-lès-Poix - Cannessières - Caulières - Cerisy-Buleux - Courcelles-sous-Moyencourt - Croixrault - Dromesnil - Épaumesnil - Éplessier - Équennes-Éramecourt - Étréjust - Famechon - Fontaine-le-Sec - Forceville-en-Vimeu | - Foucaucourt-Hors-Nesle - Fourcigny - Framicourt - Fresnes-Tilloloy - Fresneville - Fresnoy-Andainville - Frettecuisse - Fricamps - Gauville - Guizancourt - Hescamps - Heucourt-Croquoison - Hornoy-le-Bourg - Inval-Boiron - Lachapelle - Lafresguimont-Saint-Martin - Lamaronde - Lignières-Châtelain - Lignières-en-Vimeu - Liomer - Marlers - Le Mazis - Meigneux - Méréaucourt - Méricourt-en-Vimeu - Morvillers-Saint-Saturnin | - Mouflières - Moyencourt-lès-Poix - Nesle-l'Hôpital - Neslette - Neuville-au-Bois - Neuville-Coppegueule - Offignies - Oisemont - Poix-de-Picardie - Le Quesne - Rambures - Saint-Aubin-Rivière - Saint-Germain-sur-Bresle - Saint-Léger-sur-Bresle - Saint-Maulvis - Sainte-Segrée - Saulchoy-sous-Poix - Senarpont - Thieulloy-l'Abbaye - Thieulloy-la-Ville - Le Translay - Vergies - Villeroy - Villers-Campsart - Vraignes-lès-Hornoy - Woirel |

před rokem 2015:
- Bergicourt
- Bettembos
- Blangy-sous-Poix
- Bussy-lès-Poix
- Caulières
- Courcelles-sous-Moyencourt
- Croixrault
- Éplessier
- Équennes-Éramecourt
- Famechon
- Fourcigny
- Fricamps
- Gauville
- Guizancourt
- Hescamps
- Lachapelle
- Lamaronde
- Lignières-Châtelain
- Marlers
- Meigneux
- Méréaucourt
- Morvillers-Saint-Saturnin
- Moyencourt-lès-Poix
- Offignies
- Poix-de-Picardie
- Sainte-Segrée
- Saulchoy-sous-Poix
- Thieulloy-la-Ville